# トリスヒドロキシメチルアミノメタン
トリスヒドロキシメチルアミノメタン（tris(hydroxymethyl)aminomethane、THAM）は緩衝剤の一つで、通常はトリス（Tris）と省略して呼ばれている。分子生物学や核酸関連の生化学で用いられる各種の緩衝液の成分として広く使われている。医薬品としてはトロメタモール（Trometamol）と呼ばれ、注射薬への添加物やアシドーシス治療剤として用いられている。

## 緩衝液
トリスのpKaは温度依存性が高いため、緩衝液のpHは温度が1℃上昇するごとにおよそ0.028減少することに注意が必要である。また10倍希釈するごとにpHは0.03～0.05ほど減少する。したがって有効緩衝域も使用する温度・濃度によって変化するが、pH7～9程度である。以降、組成は一般的なものを記すが、慣習や目的により若干異なる組成を用いることがある。
| 温度（℃） | 0    | 20   | 25   | 37   |
| pKa       | 8.76 | 8.20 | 8.06 | 7.72 |

トリスは学生や研究者にとってなじみ深い緩衝剤で比較的安価ではあるが、けっして優れた緩衝剤とはいえない。一級アミンがタンパク質と反応するため、様々な生化学反応を阻害することが知られており、また哺乳類細胞に対する毒性を示す。こうした難を避けるための代替物質としてはHEPESが頻用される。

### トリス塩酸緩衝液
トリス塩酸緩衝液はトリスを用いた最も単純な緩衝液である。トリスの水溶液（pH 10.5程度）に塩酸を滴下して望みのpHに調整して用いる。この場合は塩酸の中和熱・希釈熱によって溶液温度が上昇するため、pHの測定は温度補正を行うか、使用温度に放置してから行う必要がある。代わりにトリスとトリス塩酸塩を混合して調製する方法もある。
単独で用いるほか、1M（mol/L）の濃度でpHを調整しておき、これを薄めて後述のTE緩衝液などの調製に用いることも多い。この場合希釈によってpHが若干（0.1程度）ずれる。トリスによる緩衝液を使う日常的な用途では実害は少ないが、正確さは損なわれるため注意が必要である。

### TE緩衝液
TE緩衝液はトリス（Tris）とエチレンジアミン四酢酸（EDTA）からなる緩衝液で、DNAやRNAを用いた実験に使われるごく基本的な緩衝液である。トリスによりpHを弱アルカリ性に保つことで、核酸を脱プロトン化しておき、沈殿することを防いでいる。EDTAはヌクレアーゼの活性に必要なマグネシウムなどの2価陽イオンをキレートして、DNAやRNAの分解を防ぐ目的で添加されている。
組成
- Tris/Tris-HCl 10 mM
- EDTA 1mM

RNA用にはpHを7.5、DNA用には8.0に調整する慣習があり、これは1980年代に行われたヌクレアーゼの研究に基づいて、それぞれのヌクレアーゼの活性が最も低くなるように設定された値である。ただし現実には弱アルカリ性であればどちらでも構わないと考えられている。

### TAE緩衝液
TAE緩衝液は、トリス（Tris）と酢酸（Acetate）、エチレンジアミン四酢酸（EDTA）からなる緩衝液で、アガロースゲル電気泳動で核酸を分離するのに用いられる。この緩衝液を大量に使用する場合には50倍（または10倍）濃度のストック溶液を作製し、用時希釈して用いることが多い。
組成
- Tris/Tris-acetate 40 mM
- EDTA 1mM

pHは50倍ストック溶液の時点で8.3のものが多く用いられているが様々である。また発熱を抑える目的で0.5倍濃度で使用することがある。緩衝能が比較的弱いため、長時間泳動すると陽極側のpHが酸性に傾いてしまうことがある。DNAはTBEを用いた場合と比べて1割ほど速く泳動される。長いDNA断片の分離能が良くサザンブロッティングに用いられることが多い。

### TBE緩衝液
TBE緩衝液は、トリス（Tris）とホウ酸（Borate）、エチレンジアミン四酢酸（EDTA）からなる緩衝液で、アガロースゲル電気泳動で核酸を分離するのに用いられる。この緩衝液は10倍濃度のストック溶液を作製し、用時希釈して用いることが多い。
組成
- Tris/Tris-borate 89 mM
- EDTA 2mM

pHは8.3のものが多く用いられているが様々である。TAEとTBEはほぼ同じ目的に用いるが、TBEのほうが緩衝能が高く分離が良いという特徴がある。逆にTAEは安価であることから日常的に用いられる。

### トリス緩衝生理食塩水
トリス緩衝生理食塩水（Tris-Buffered Saline）はトリスと塩化ナトリウムからなる緩衝液で、通常TBSと略称される。リン酸緩衝生理食塩水（PBS）が使えないケースで代わりに用いられ、特に免疫学的な実験で多用されている。次に示すのは最も単純な組成であり、PBS同様に処方が極めて多様であるので注意を要する。
組成
- Tris/Tris-HCl 10 mM
- NaCl 150mM

## その他の利用
界面活性剤、加硫促進剤などを合成する中間物として、また滴定の標準として用いる。